# Ovo cósmico

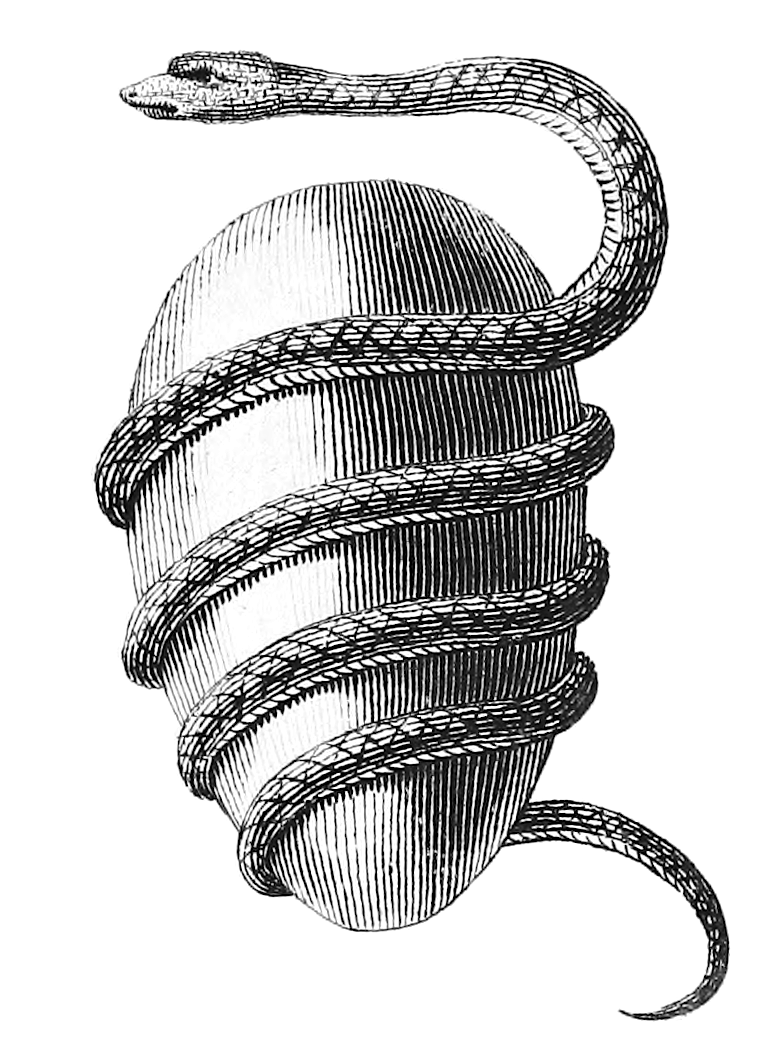
O ovo órfico de Jacob Bryant (1774)

O ovo cósmico, ovo do mundo, ovo mundano ou ovo órfico é um motivo mitológico encontrado nas cosmogonias de muitas culturas que está presente na cultura proto-indo-europeia e em outras culturas e civilizações. Normalmente, o ovo do mundo é um começo de algum tipo, e o universo ou algum ser primordial surge por "descobrir" do ovo, às vezes deitado nas águas primordiais da Terra.
Os ovos simbolizam a unificação de dois princípios complementares (representados pela clara do ovo e pela gema) dos quais emerge a vida ou a existência, no seu sentido filosófico mais fundamental.

## Mitologia Formosa
Embora apenas duas das 16 tribos aborígenes oficialmente reconhecidas de Taiwan tenham mitos de dilúvio que incorporam o tema da Origem dos Ancestrais dos Ovos, três tribos, os Paiwan, os Puyuma e os Rukai, têm mitos antropogênicos primários que incluem o motivo dos ovos cósmicos que dão origem aos protoplastos . .

## Mitologia védica

Vivasvan, Rahu, Bhumi, Naraka, Ananta, Garbhodaksayi Vishnu

Este é um dos muitos universos materiais, Brahmandas, que se expandem a partir de Mahavishnu quando Ele respira.

A ideia mais antiga do “ovo cósmico” vem de algumas escrituras sânscritas . O termo sânscrito para isso é Brahmanda (ब्रह्माण्ड), que é derivado de duas palavras - ' Brahma ' (ब्रह्मा) o 'deus criador' no hinduísmo e 'anda' (अण्ड) que significa 'ovo'. Certos Puranas, como o Brahmanda Purana, falam disso em detalhes.
O Rig Veda (RV 10.121) usa um nome semelhante para a fonte do universo: Hiranyagarbha (हिरण्यगर्भ) que significa literalmente "fet0 dourado" ou "úter0 dourado" e está associado à fonte universal Brahman, onde se acredita na totalidade de toda a existência. para ser apoiado. Os Upanishads explicam que o Hiranyagarbha flutuou no vazio por um tempo e depois se dividiu em duas metades que formaram Dyaus (os Céus) e Prithvi (Terra). O Rig Veda tem uma descrição codificada semelhante da divisão do universo em seus estágios iniciais.

## Mitologia Zoroastriana
De acordo com a cosmologia zoroastrista, o período de criação (material), que também durará 3.000 anos, começou após o tratado, quando Ohrmazd recitou a oração de Ahunwar (Av. Ahuna Vairiia), revelando a Ahriman a sua derrota final e fazendo-o cair novamente na a escuridão em um estupor que durou todo o período da criação. Durante este tempo, Ohrmazd moldou suas criações em forma material ( gētīg ), celebrando um “ yasna espiritual”. Ele colocou cada criação sob a proteção de um dos sete Amahraspands (Av. Aməša Spənta). Primeiro ele criou o céu (protegido por Šahrewar, Av. Xšaθra Vairiia), que encerrava o mundo como a casca de um ovo. A segunda criação foi a água (protegida por Hordād, Av. Haurvatāt), que preencheu a metade inferior do “ovo”. A terceira criação, a terra (protegida por Spandārmad, Av. Spənta Ārmaiti ), em forma de disco plano, flutuava nas águas primitivas. Nele estavam a quarta, a quinta e a sexta criações, respectivamente a única planta ou árvore (protegida por Amurdād ; Av. Amərətāt), o touro criado exclusivamente (protegido por Wahman, Av. Vohu Manah), e o primeiro homem, Gayōmard ( Av. Gaiiō.marətan, protegido pelo próprio Ohrmazd). Diz-se que a sétima criação, o fogo (protegido por Ardwahišt ; Av. Aṧa Vahišta), permeou todas as outras criações. Durante os 3.000 anos do período da criação material, essas criações permaneceram imóveis e o Sol permaneceu imóvel no meio do céu.

## Iazidismo
Os qewls Yazidi mencionam o universo como tendo se originado de uma pérola branca que existiu na pré-eternidade. No início do tempo anterior à criação, Deus emergiu da pérola cósmica, que repousava sobre os chifres de um touro que estava nas costas de um peixe. Depois que Deus e a pérola se separaram, o universo irrompeu da pérola e tornou-se visível à medida que as ondas ondulavam através da pérola para formar o primitivo Oceano Cósmico . Quando a pérola se abriu, o início do universo material foi posto em movimento. Mihbet (que significa 'amor') surgiu e foi lançado como a base original, as cores começaram a se formar e o vermelho, o amarelo e o branco começaram a brilhar na pérola estourada.

## Mandaísmo
Os relatos da criação mandeísta freqüentemente mencionam o universo como tendo se originado de uma "fruta" primordial ( pira ) ou às vezes de um "ovo" ( hilbuna ). De acordo com o Livro 3 do Direito Ginza, uma das escrituras mandeístas, o universo se originou de uma "fruta ( pira ) dentro de uma fruta". Na Ginza Direita, as claras de ovo são descritas como "mansões" celestiais ocultas, ou shkinta (isto é, shekhinah ).

## Mitologia Grega/Órfica
O Ovo Órfico na antiga tradição Órfica Grega é o ovo cósmico do qual eclodiu a divindade hermafrodita primordial Phanes /Protogonus (variadamente equiparado também a Zeus, Pan, Metis, Eros, Erikepaios e Bromius ) que por sua vez criou os outros deuses. O ovo é frequentemente representado com uma serpente enrolada nele.
Acredita-se que Phanes tenha nascido do ovo mundial de Chronos (Tempo) e Ananke (Necessidade) ou Nyx (Noite). Sua esposa mais velha , Nyx, o chamou de Protogenus. Assim como ela criou a noite, ele criou o dia. Ele também criou o método de criação através da mistura. Ele foi nomeado governante das divindades e passou o cetro para Nyx. Esta nova tradição órfica afirma que Nyx mais tarde deu o cetro a seu filho Uranos antes de passar para Cronos e depois para Zeus, que o manteve.

## Mitologia egípcia
Os antigos egípcios aceitaram vários mitos da criação como válidos, incluindo aqueles das teologias Hermopolitana, Heliopolitana e Menfita . Sob a teologia hermopolitana, existe a Ogdóada, que representa as condições anteriores à criação dos deuses (Van Dijk, 1995). Um aspecto dentro da Ogdóada é o Ovo Cósmico, do qual nascem todas as coisas. A vida vem do Ovo Cósmico; o deus sol Rá nasceu do ovo primordial em uma fase conhecida como primeira ocasião (Dunand, 2004).

## Mitologia fenícia
Uma história filosófica da criação remonta à "cosmogonia de Taautus, a quem Fílon de Biblos identificou explicitamente com o egípcio Thoth — "o primeiro que pensou na invenção das letras e começou a escrever registros" — que começa com Érebo e Vento, entre qual Eros 'Desejo' veio a ser. A partir disso foi produzido Môt, que parece ser a palavra fenícia/ge'ez/hebraica/árabe/egípcia antiga para 'Morte', mas que o relato diz que pode significar 'lama'. Numa confusão mista, os germes da vida aparecem, e animais inteligentes chamados Zophasemin (provavelmente explicados corretamente como “observadores do céu”) formaram-se juntos como um ovo, talvez. A conta não está clara. Então Môt irrompeu em luz e os céus foram criados e os vários elementos encontraram suas estações.
Seguindo a linha etimológica de Jacob Bryant pode-se considerar também, no que diz respeito ao significado de Môt, que segundo os Antigos Egípcios Ma'at era a personificação da ordem fundamental do universo, sem a qual toda a criação pereceria. Ela também foi considerada a esposa de Thoth.

## Mitologia chinesa
No mito de Pangu, desenvolvido por monges taoístas centenas de anos depois de Lao Zi, o universo começou como um ovo que simboliza o estado primordial de Taiji . Um gigante hermafrodita primitivo chamado Pangu, nascido dentro do ovo, quebrou-o em duas metades: a metade superior tornou-se o céu, enquanto a metade inferior tornou-se a terra. À medida que o deus crescia, o céu e a terra ficavam mais densos e se separavam ainda mais. Finalmente Pangu morreu e as partes de seu corpo tornaram-se o sol, a lua, diferentes partes da terra e seres vivos.

## Mitologia finlandesa
No Kalevala, o épico nacional finlandês, há um mito do mundo sendo criado a partir dos fragmentos de um ovo posto por um olho dourado no joelho de Ilmatar, deusa do ar:
A metade inferior de um ovo transformada
E se tornou a terra abaixo,
E sua metade superior transmutada
E tornou-se o céu acima;
Da gema foi feito o sol,
A luz do dia brilhe sobre nós;
Do branco se formou a lua,
A luz da noite brilhará acima de nós;
Todos os pedaços coloridos mais brilhantes
Rosa para ser as estrelas do céu
E as migalhas mais escuras se transformaram em
Nuvens e pequenas nuvens no céu.
Em muitos poemas folclóricos originais, o pato – ou às vezes uma águia – botava seus ovos no joelho de Väinämöinen .

## Mitologia polinésia
Na mitologia das Ilhas Cook, nas profundezas de Avaiki (o Submundo), um lugar descrito como semelhante a uma vasta casca oca de coco, morava nas profundezas mais profundas, a deusa mãe primordial, Varima-te-takere . Seu domínio foi descrito como tão estreito que seus joelhos tocavam o queixo. Foi deste lugar que ela criou o primeiro homem, Avatea, um deus da luz, um ser híbrido metade homem e metade peixe. Ele foi enviado ao Mundo Superior para iluminar a terra dos homens, e acreditava-se que seus olhos eram o sol e a lua.
Na mitologia samoana e taitiana, toda a existência começou dentro de uma casca semelhante a um ovo chamada Rumia. O primeiro ser a existir em Rumia foi Tangaloa. Tangaloa instigou a criação de muitos aspectos da realidade, os céus atea/lagi, o papa terra e criaturas vivas adicionais (os atua/deuses) firmemente comprimidas dentro da concha. As novas criaturas eventualmente trabalharam para liberar a casca e separaram os céus e a terra, resultando no universo como o conhecemos.

## Mitologia Dogon
Na mitologia Dogon (África Ocidental): "No início, Amma dogon, sozinha, tinha a forma de um ovo: as quatro clavículas se fundiram, dividindo o ovo em ar, terra, fogo e água, estabelecendo também os quatro direções cardinais. Dentro deste ovo cósmico estava o material e a estrutura do universo, e os 266 signos que abrangiam a essência de todas as coisas. A primeira criação do mundo por Amma foi, no entanto, um fracasso. A segunda criação começou quando Amma plantou uma semente dentro de si, uma semente que resultou na forma de um homem. Mas no processo de sua gestação houve uma falha, o que significa que o universo teria agora dentro de si as possibilidades de incompletude. Agora o óvulo tornou-se duas placentas, cada uma contendo um conjunto de gêmeos, masculino e feminino. Depois de sessenta anos, um dos homens, Ogo, rompeu a placenta e tentou criar seu próprio universo, em oposição ao criado por Amma. Mas ele foi incapaz de dizer as palavras que dariam origem a tal universo. Ele então desceu, enquanto Amma transformava na terra o fragmento de placenta que foi com Ogo para o vazio. Ogo interferiu no potencial criativo da terra ao ter relações incestuosas com ela. Seu homólogo, Nommo, participante da revolta, foi então morto por Amma, com as partes de seu corpo lançadas em todas as direções, trazendo uma sensação de ordem ao mundo. Quando, cinco dias depois, Amma juntou os pedaços do corpo de Nommo, restaurando-o à vida, Nommo tornou-se o governante do universo. Ele criou quatro espíritos, os ancestrais do povo Dogon ; Amma enviou Nommo e os espíritos para a terra em uma arca, e assim a terra foi restaurada. Ao longo do caminho, Nommo pronunciou as palavras de Amma, e as palavras sagradas que criam foram disponibilizadas aos humanos. Nesse ínterim, Ogo foi transformado por Amma em Yuguru, a Raposa Pálida, que estaria sempre sozinha, sempre incompleta, eternamente em revolta, sempre vagando pela terra em busca de sua alma feminina. "

## Representações
- No templo de Daiboth (provavelmente Daibod) em Meaco (hoje Kyoto ), no Japão, o ovo é descrito como flutuando em uma extensão de água, que se abriu com a ajuda do novilho sagrado (touro), sobre o qual o mundo saiu para este dia.[16][17]

## Mitologia moderna
Em 1955, o poeta e escritor Robert Graves publicou a mitografia The Greek Myths, um compêndio da mitologia grega normalmente publicado em dois volumes. Dentro desta obra, o "mito da criação pelasgiana" imaginativamente reconstruído por Graves apresenta uma criadora suprema, Eurínomo, "A Deusa de Todas as Coisas", que surgiu nua do Caos para separar o mar do céu para que ela pudesse dançar sobre as ondas. Pegando nas costas o vento norte e, esfregando-o entre as mãos, ela aquece o pneuma e gera espontaneamente a serpente Ophion, que acasala com ela. Na forma de uma pomba sobre as ondas, ela deposita o Ovo Cósmico e ordena a Ophion que o incube, enrolando-o sete vezes até que se divida em dois e choque "todas as coisas que existem... sol, lua, planetas, estrelas, o terra com suas montanhas e rios, suas árvores, ervas e criaturas vivas".
O final do filme 2001: Uma Odisséia no Espaço de Stanley Kubrick retrata o renascimento da humanidade como uma jornada além do infinito de volta à Terra na forma de um embrião humano cósmico (ou “Criança Estelar”).

## Na cosmologia moderna
O conceito foi readotado figurativamente pela ciência moderna na década de 1930 e explorado por teóricos durante as duas décadas seguintes. Os modelos cosmológicos atuais sustentam que há 13,8 mil milhões de anos, toda a massa do Universo foi comprimida numa singularidade gravitacional, um chamado “ovo cósmico” do qual “eclodiu”, expandindo-se para o seu estado actual após o Big Bang .
A ideia de um ovo cósmico científico surge da necessidade de descrever as consequências da observação de Vesto Slipher e da confirmação de Edwin Hubble de um universo em expansão ; extrapolado para trás no tempo, implica um tempo de início finito e um pequeno ponto de partida, a partir do qual todo o cosmos eclodiu metaforicamente. A expansão contradiz a concepção então estabelecida do universo como eternamente antigo, sem começo e sem crescimento: o universo estático de Einstein .
- Em 1913, Vesto Slipher publicou suas observações de que a luz de galáxias remotas estava desviada para o vermelho,[20][21] o que foi gradualmente aceito como significando que todas as galáxias (exceto Andrômeda ) se afastavam da Terra.

- Alexander Friedmann previu a mesma consequência em 1922 a partir das equações da relatividade geral de Einstein, uma vez que a constante cosmológica ad-hoc anterior foi removida dela (que havia sido inserida para se conformar ao preconcebido universo estático e eterno).
- Georges Lemaître propôs em 1927 que o cosmos se originou do que ele chamou de átomo primordial .
- Edwin Hubble confirmou observacionalmente as descobertas de Lemaître dois anos depois, em 1929.[22]

- No final da década de 1940, o pesquisador cosmológico assistente de George Gamow , Ralph Alpher, propôs o nome ylem para a substância primordial que existiu entre o Big Crunch do universo anterior e o Big Bang do nosso próprio universo.  Ylem está intimamente relacionado ao conceito de supersimetria .[23]